# Кирибати на летних Олимпийских играх 2016
Летние Олимпийские игры 2016 года стали для Республики Кирибати четвёртыми в истории. Страну представляло 3 спортсмена в двух видах спорта. Знаменосцем сборной Кирибати на церемонии открытия Игр стал участник двух Олимпийских игр тяжелоатлет Дэвид Катоатау, а на церемонии закрытия флаг нёс волонтёр соревнований. По итогам соревнований на счету спортсменов островного государства не оказалось ни одной награды.

## Состав сборной
Лёгкая атлетика
1. Джон Руука
2. Каритааке Тевааки

 Тяжёлая атлетика
1. Дэвид Катоатау

## Результаты соревнований

### Лёгкая атлетика
Мужчины
Беговые дисциплины
| Дисциплина        | Спортсмен  | Предварительный раунд | Предварительный раунд | Предварительный раунд | Четвертьфиналы       | Четвертьфиналы       | Четвертьфиналы       | Полуфиналы           | Полуфиналы           | Полуфиналы           | Финал                | Финал                |
| Дисциплина        | Спортсмен  | Забег                 | Время                 | Место                 | Забег                | Время                | Место                | Забег                | Время                | Место                | Время                | Место                |
| ----------------- | ---------- | --------------------- | --------------------- | --------------------- | -------------------- | -------------------- | -------------------- | -------------------- | -------------------- | -------------------- | -------------------- | -------------------- |
| бег на 100 метров | Джон Руука | 2                     | 11,65                 | 6                     | завершил выступление | завершил выступление | завершил выступление | завершил выступление | завершил выступление | завершил выступление | завершил выступление | завершил выступление |

Женщины
Беговые дисциплины
| Дисциплина        | Спортсмен         | Предварительный раунд | Предварительный раунд | Предварительный раунд | Четвертьфиналы        | Четвертьфиналы        | Четвертьфиналы        | Полуфиналы            | Полуфиналы            | Полуфиналы            | Финал                 | Финал                 |
| Дисциплина        | Спортсмен         | Забег                 | Время                 | Место                 | Забег                 | Время                 | Место                 | Забег                 | Время                 | Место                 | Время                 | Место                 |
| ----------------- | ----------------- | --------------------- | --------------------- | --------------------- | --------------------- | --------------------- | --------------------- | --------------------- | --------------------- | --------------------- | --------------------- | --------------------- |
| бег на 100 метров | Каритааке Тевааки | 3                     | 14,70                 | 8                     | завершила выступление | завершила выступление | завершила выступление | завершила выступление | завершила выступление | завершила выступление | завершила выступление | завершила выступление |

### Тяжёлая атлетика
Каждый НОК самостоятельно выбирает категорию в которой выступит её тяжелоатлет. В рамках соревнований проводятся два упражнения — рывок и толчок. В каждом из упражнений спортсмену даётся 3 попытки. Победитель определяется по сумме двух упражнений. При равенстве результатов победа присуждается спортсмену, с меньшим собственным весом.
Мужчины
| Категория | Спортсмены     | Вес    | Рывок | Рывок | Рывок | Толчок | Толчок | Толчок | Всего | Место |
| Категория | Спортсмены     | Вес    | 1     | 2     | 3     | 1      | 2      | 3      | Всего | Место |
| --------- | -------------- | ------ | ----- | ----- | ----- | ------ | ------ | ------ | ----- | ----- |
| до 105 кг | Дэвид Катоатау | 104.58 | 135   | 140   | 145   | 195    | 204    | 208    | 349   | 14    |